# Рослайтен
Рослайтен (нем. Roßleithen) — коммуна (нем. Gemeinde) в Австрии, в федеральной земле Верхняя Австрия. 
Входит в состав округа Кирхдорф-на-Кремсе.  Население составляет 1860 человек (на 14 марта 2008 года). Занимает площадь 68 км². Официальный код  —  40 915.

## Политическая ситуация
Бургомистр коммуны — Габриле Диттерсдорфер (СДПА) по результатам выборов 2003 года.
Совет представителей коммуны (нем. Gemeinderat) состоит из 19 мест.
- СДПА занимает 11 мест.
- АНП занимает 7 мест.
- АПС занимает 1 место.